# حارة قرية الليل (صنعاء)
حارة قرية الليل هي إحدى حارات حي معين بمديرية معين إحد مديريات العاصمة اليمنية صنعاء، بلغ تعداد سكانها 2570 نسمة حسب تعداد اليمن لعام 2004.